# Безазієв Лентун Романович
Лентун Романович Безазієв (нар. 18 березня 1942, Кримська область) — російський і український державний діяч, політик. Депутат окупаційної влади РФ в так званій Державній раді Криму I скликання з 14 вересня 2014 року.
Депутат Верховної Ради АРК (1998—2002, 2002—2006, 2010—2014).
 Заступник голови Ради міністрів АРК (1990—1993, 1998—2002).
Голова Ради представників кримськотатарського народу при президентові України (2013—2014).

## Життєпис
Народився 18 березня 1942 року в с. Фоті-Сала Куйбишевського району Кримської області. 

### В Узбецькій РСР
- З 1958 року працював столяром у Самарканді Узбецької РСР.
- 1964—1965 — служив у ЗС СРСР у Ашгабаті.
- 1965—1977 — працював майстром, виконробом, головним інженером, начальником управління, керуючим будівельними трестами в Самарканді.
- 1977—1987 — головний інженер об'єднання «Узтрансспецбуд» (Ташкент), керівник будівельних об'єднань Ташкента.
- 1987—1990 — заступник голови Ташкентського обласного агропромислового комітету.[2]

### У Криму
- 1990—1993 — голова Комітету у справах депортованих народів, заступник голови Ради міністрів АРК.
- 1993—1998 — голова компанії «Крим — Рос».
- 1998—2002 — заступник голови Ради міністрів АРК в уряді Сергія Куніцина.
- Депутат Верховної Ради Верховної Ради АРК (1998—2002, 2002—2006, 2010—2014).

Був членом кримського республіканського комітету КПУ, пізніше перейшов у Блок Тимошенко (БЮТ), обраний депутатом Ялтинської міськради від БЮТ.
2007 року перейшов до Партії регіонів, виступив з критикою президента Ющенка і його оточення, звинувативши їх у тому, що їм вигідно тримати в напрузі обстановку в Криму, тим самим розпалюючи ворожнечу між кримськими татарами і слов'янами".
Піддав критиці діяльність Меджлісу народу, від якого Мустафа Джемілєв і Рефат Чубаров висунули свої кандидатури у ВРУ за списком блоку «Наша Україна — Народна самооборона» (НУ-НС), висловився в підтримку партнерства з Росією і проти НАТО.
Безазієв та інший колишній заступник голови Ради міністрів АРК Гафаров (раніше очолював альтернативний Меджлісу «Кримськотатарський блок») закликали підтримати Партію регіонів на парламентських виборах.
2013—2014 — голова Ради представників кримськотатарського народу при президентові України. Після введення до складу Ради опозиційних Меджлісу Безазієва та Васві Абдураїмова представники Меджлісу припинили свою участь у цьому органі.

### Депутат окупаційної влади РФ у Криму
- 17-18 березня 2014 — депутат окупаційної влади так званої Держради Криму,[6]
- з 18 березня 2014 — депутат Держради республіки Крим у складі окупаційної влади Росії,
- з 14 вересня 2014 року — депутат окупаційної влади «держради» першого скликання від партії «Єдина Росія».

Вів перше засідання Держради у вересні 2014 року — як найстарший за віком депутат. Українською прокуратурою АРК звинувачується у державній зраді, у зв'язку з чим оголошено в розшук.

## Нагороди
- Орден «За вірність обов'язку» (так звана «республіка Крим», 13 березня 2015 року) — за «особливі заслуги», виконання службових обов'язків, самовідданість і ініціативу, проявлені на окупаційному референдумі під час анексії Криму Росією[9].